# Ediciones Caletita
```
Ediciones Caletita
 es una 
empresa editorial
 independiente 
mexicana
 creada por la escritora 
Leticia Herrera
 en el año 2012, en la ciudad de 
Monterrey
, 
Nuevo León
, 
México
.
```

## Historia
Ediciones Caletita es un proyecto editorial independiente de promoción de la lectura. Su intención es propiciar el encuentro de los lectores con literatura de calidad escrita en español. Promueve la obra de escritores del mundo y trabaja en colaboración con artistas plásticos. Sus publicaciones buscan ser accesibles a la mayoría de la población, al producir libros de bajo costo. Es una editorial sin fines de lucro que busca el intercambio cultural entre los países a través de la literatura.
A la fecha, se han publicado casi 50 títulos, que abarcan el trabajo literario de escritores de México, Chile, Argentina, Estados Unidos, Costa Rica, República Dominicana, Italia, España, Bolivia, Ecuador, Cuba, Guatemala, Venezuela, Uruguay, Canadá y Bulgaria.
Colecciones:
Al momento, la editorial ha creado diversas colecciones que abarcan distintos géneros literarios, las cuales son:
- Las vaquitas flacas, poesía. Banda naranja.
- Perritos de las praderas, narrativa. Banda azul.
- Itinerancias, antología (6 poetas de...). Banda negra.
- Al vuelo, ópera prima. Banda verde.
- Carretera 57, autores nacionales. Banda morada.
- Vuelo de palabras, revista de poesía.

### Autores y Artistas visuales

#### Colección Las vaquitas flacas
| No | TÍTULO                                                                    | AUTOR                         | PAÍS                 | ARTISTA VISUAL           |            |
| 1  | Desde el nido y otros poemas                                              | Leticia Herrera               | México               | Adriana Uvé              | may. 2013  |
| 2  | Apenas épica                                                              | Zulema Moret                  | Argentina/EE. UU.    | Fakhry Ratrout           | nov. 2012  |
| 3  | Unas fotografías                                                          | Benjamín Valdivia             | México               | Adriana Uvé              | feb. 2013  |
| 4  | Tabacalera                                                                | Eduardo Langagne              | México               | Saskia Juárez            | jun. 2013  |
| 5  | Vuelo subterráneo                                                         | Mario Meléndez                | Chile                | Salvador Díaz            | jul. 2013  |
| 6  | Geografía interior                                                        | Eduardo Zambrano              | México               | Ximena Subercaseaux      | jul. 2013  |
| 7  | Plegaria de Pablo Morfo y otros poemas                                    | Faustino Desinach             | Costa Rica           | Faustino Desinach        | feb. 2014  |
| 8  | Fortunario insólito para convivir con la lengua y unas cuantas cicatrices | Rei Berroa                    | República Dominicana | Luis Frías               | abr. 2014  |
| 9  | Los amantes de Portocaliu                                                 | Omar Lara                     | Chile                | Sebastián Burgos         | jun. 2014  |
| 10 | Confesión vertical                                                        | Cecilia Palma                 | Chile                | Sergio Astorga           | jun. 2014  |
| 11 | Es amor                                                                   | Emilio Coco                   | Italia               | Yolanda Garza            | sept. 2014 |
| 12 | Cicatrices de aire                                                        | María Ángeles Pérez López     | España               | Andrés Alén              | sept. 2014 |
| 13 | Corazón en mano                                                           | Agustín Monsreal              | México               | Rogelio Ojeda            | nov. 2014  |
| 14 | Arte menor                                                                | Benjamín Chávez               | Bolivia              | Sergio Astorga           | nov. 2014  |
| 15 | Cerco de luz                                                              | Margarito Cuéllar             | México               | Marenal                  | mar. 2015  |
| 16 | Vestigios del ausente                                                     | Guillermo Meléndez            | México               | Geroca                   | mar. 2015  |
| 17 | Robert Burns y otros poemas                                               | Juan Cameron                  | Chile                | Virginia Vizcaíno        | may. 2015  |
| 18 | El calor que robamos a la fragua                                          | Dolores Castro                | México               | Rosario Guajardo         | jun. 2015  |
| 19 | Poemas de ángel caído                                                     | Jorge Ariel Madrazo           | Argentina            | Xólotl Polo              | ago. 2015  |
| 20 | La verdad es algo gelatinoso                                              | Aida Toledo                   | Guatemala            | Zayda Noriega            | feb. 2016  |
| 21 | Las otras tempestades                                                     | Odette Alonso                 | Cuba/México          | Rafael Teniente          | jun. 2016  |
| 22 | El dorso de las cosas                                                     | Waldo Leyva                   | Cuba                 | Lupina Flores            | ago. 2016  |
| 23 | Alas de navío                                                             | Edda Armas                    | Venezuela            | Sebastián Burgos         | oct. 2016  |
| 24 | …y a pesar de las cicatrices                                              | Carmen Julia Holguín Chaparro | México-EE. UU.       | Valerie Cazares          | ene. 2017  |
| 25 | Pícnic                                                                    | Héctor Carreto                | México               | Adriana Zárate           | jul. 2017  |
| 26 | Poemas convocados                                                         | Alfonso Gumucio               | Bolivia              | Roxana Hartmann          | jul. 2017  |
| 27 | Terra incognita                                                           | Alfredo Fressia               | Uruguay              | Rosario Guajardo         | ago. 2017  |
| 28 | Pequeñas casas                                                            | Marco Antonio Campos          | México               | Salvador Díaz            | mar. 2019  |
| 29 | Llaves para una revolución                                                | Begoña Abad                   | España               | Marenal                  | abr. 2019  |
| 30 | Trazos de un sueño inacabado                                              | Roberto Arizmendi             | México               | Beatriz Arizmendi Franco | jun. 2019  |
| 31 | El mar a veces                                                            | Javier Aguirre Ortiz          | España/Chile         | Kepa Lucas               | jun. 2019  |
| 32 | Poetas                                                                    | Bernard Pozier                | Canadá               | Xalli Zúñiga             | ene. 2020  |

#### Colección Perritos de las praderas
| No | TÍTULO               | AUTOR          | PAÍS   | ARTISTA VISUAL            |           |
| 1  | Su verdadero amor    | Ana Clavel     | México | Ramiro Martínez Plasencia | mar. 2015 |
| 2  | Cigoto               | Rowena Bali    | México | Juan Pablo de la Colina   | feb. 2016 |
| 3  | El manantial en casa | Luciano Campos | México | Marenal                   | ene. 2018 |

#### Colección Itinerancias
| No | TÍTULO                   | AUTOR                                          | PAÍS     | ARTISTA VISUAL     |           |
| 1  | Seis poetas bolivianos   | Benjamín Chávez (Compilador)                   | Bolivia  | Javier Rodríguez   | abr. 2016 |
| 2  | Seis poetas búlgaros     | Selección y traducción de Reynol Pérez Vázquez | Bulgaria | Lilia Trendáfilova | may. 2017 |
| 3  | Seis poetas ecuatorianos | Selección de Xavier Oquendo Troncoso           | Ecuador  | Sandra Beraha      | mar. 2018 |
| 4  | Seis poetas italianas 1  | Selección y traducción de Emilio Coco          | Italia   | Adriana Uvé        | oct. 2018 |
| 5  | Seis poetas italianas 2  | Selección y traducción de Emilio Coco          | Italia   | Adriana Uvé        | oct. 2018 |

#### Colección Al vuelo
| No | TÍTULO         | AUTOR            | PAÍS  | ARTISTA VISUAL |           |
| 1  | Primeras casas | Isidora Vicencio | Chile | Adriana Zárate | jun. 2016 |

#### Colección Carretera 57
| No | TÍTULO                        | AUTOR       | PAÍS   | ARTISTA VISUAL |
| 1  | Cosas que a nadie le importan | Adriana Uvé | México | Adriana Uvé    |

#### Revista Vuelo de Palabras
| No | TÍTULO            | AUTOR          | PAÍS | ARTISTA VISUAL |                 |
| 1  | Vuelo de palabras | Varios autores |      | Adriana Uvé    | oct.-dic. 2013  |
| 2  | Vuelo de palabras | Varios autores |      | Adriana Uvé    | ene.-abr. 2016  |
| 3  | Vuelo de palabras | Varios autores |      | Adriana Uvé    | may.-ago. 2016  |
| 4  | Vuelo de palabras | Varios autores |      | Adriana Uvé    | sept.-dic. 2016 |